# Guten Abend, gut’ Nacht

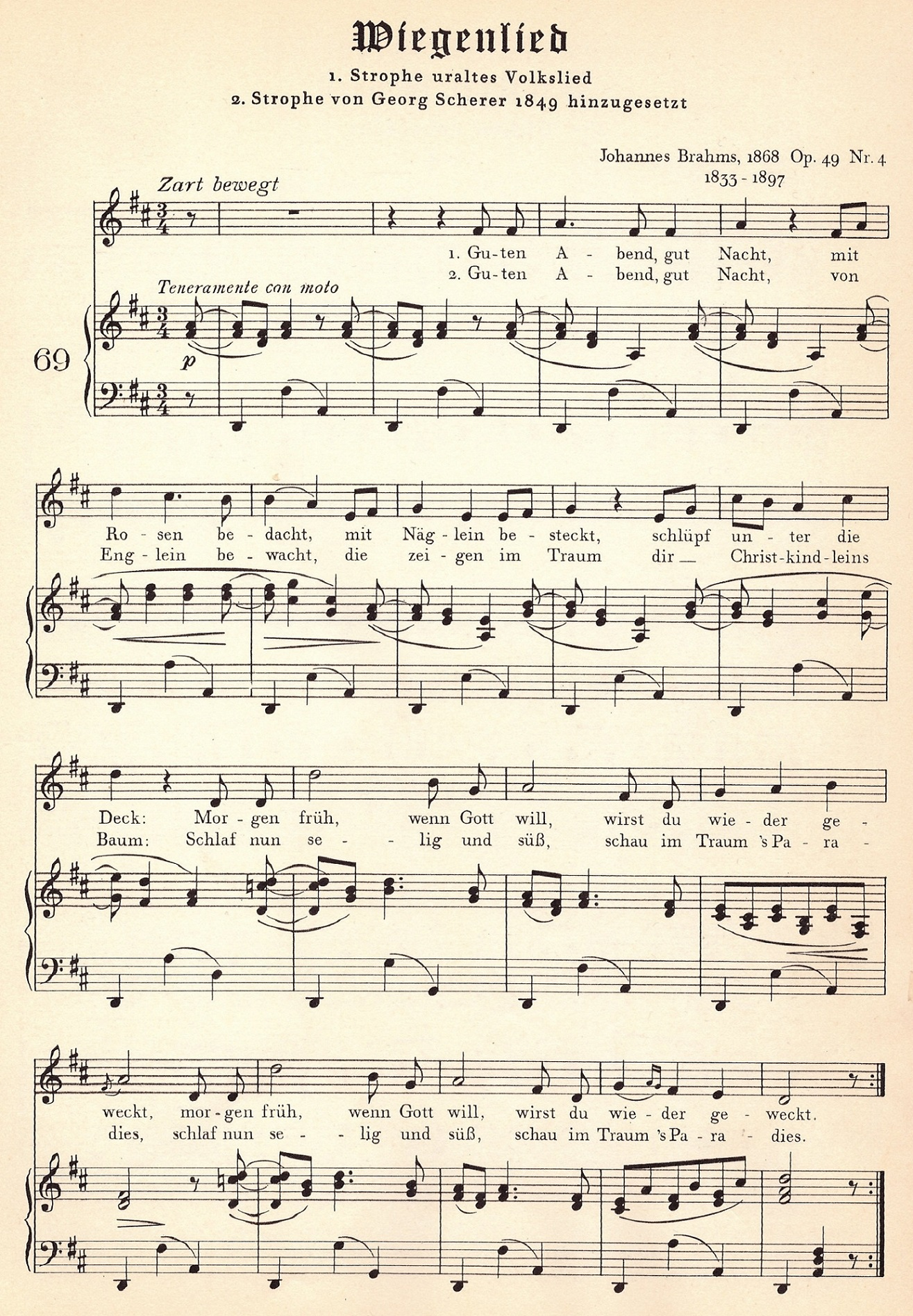
Johannes Brahms, Wiegenlied
rahmenlos

Guten Abend, gut’ Nacht ist ein seit Beginn des 19. Jahrhunderts bekanntes Gedicht deutschsprachiger Volkspoesie. In der Vertonung von Johannes Brahms unter dem Titel Wiegenlied wurde es zu einem der bekanntesten deutschen Schlaflieder.

## Die Dichtung

### Text
Guten Abend, gut’ Nacht,

mit Rosen bedacht,

mit Näglein besteckt,

schlupf unter die Deck’:

Morgen früh, wenn Gott will,

wirst du wieder geweckt.

Guten Abend, gut’ Nacht,

von Englein bewacht,

die zeigen im Traum

dir Christkindleins Baum.

Schlaf nun selig und süß,

schau im Traum ’s Paradies.

### Textgeschichte
Die erste Strophe erschien in ihrer heute bekannten Form erstmals 1808 unter dem Titel Gute Nacht, mein Kind! im dritten Band der von Achim von Arnim und Clemens Brentano herausgegebenen Sammlung Des Knaben Wunderhorn.
Gute Nacht, mein Kind!

Guten Abend, gute Nacht,

Mit Rosen bedacht,

Mit Näglein besteckt,

Schlupf’ unter die Deck’,

Morgen früh, wenns Gott will,

wirst du wieder geweckt.
Der hochdeutsche Text wurde von Brentano verfasst; die unmittelbare Vorlage war eine niederdeutsche Textfassung, die acht Jahre zuvor in Johann Friedrich Schützes Holsteinischem Idiotikon erschienen war:
Godn Abend gode Nacht,

mit Rosen bedacht,

mit Negelken besteeken,

krup ünner de Deeken,

Morgen frö wills God, wöl wi uns wedder spreeken.
Für eine Verbreitung des Textes besonders im niederdeutschen Raum sprechen weitere, wenn auch später aufgezeichnete Fassungen, die 1897 bei Franz Magnus Böhme abgedruckt sind.
Die Motivik geht dabei auf das Spätmittelalter zurück. Ein seit dem 15. Jahrhundert in mehreren Varianten in Liebesbriefen überlieferter Gutenachtwunsch lautet:
Got geb euch eine gute nacht

von rosen ein dach

von liligen ein pet

von feyal ein deck

von muschschat ein tuer

von negellein ein rigelien dar für

### Deutung

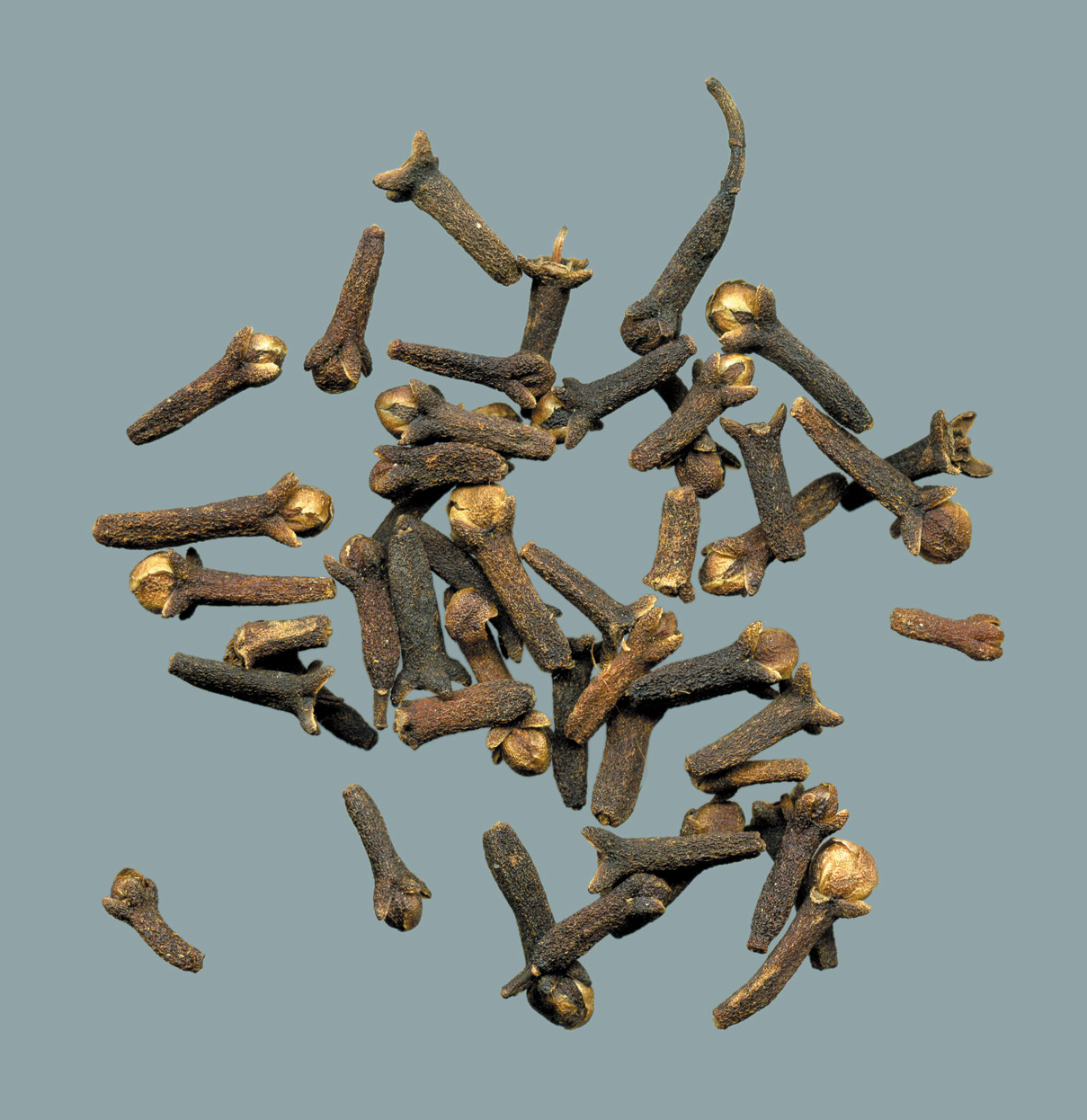
Getrocknete Gewürznelken, die „Näglein“

Im Zusammenhang der spätmittelalterlichen Textfassung erschließt sich die heute nicht mehr unmittelbar verständliche Pflanzenmetaphorik besser: die Rosen sollen ein schützendes Dach bilden, und die Näglein – eine veraltete, regional aber auch heute noch gebräuchliche Bezeichnung für Gewürznelken – sollen einen Schutz darstellen, da sie wegen ihrer ätherischen Öle gegen Ungeziefer und Krankheitserreger eingesetzt wurden.
Der Schutzwunsch bezieht sich dabei allgemein auf einen geliebten Menschen. Der Wunderhorn-Forscher Heinz Rölleke befindet, Arnim und Brentano hätten das Lied „fälschlich“ in den Anhang Kinderlieder einsortiert, „obwohl es sich, wie die Blumensymbole zeigen, tatsächlich um ein Liebeslied handelt“. „Zum Kinderlied wurde es erst durch Überschrift und Zusammenstellung mit anderen Kinderliedern.“
Eine völlig konträre Interpretation liefert die Ärztin Kristina Hänel, die – ohne Angabe von Quellen – Rosen als Rosmarin deutet, ein zur Abtreibung verwendetes Kraut das eingesetzt wurde, falls die Empfängnisverhütung mittels der Näglen keine ausreichende Wirkung entfaltet hatte.
Eine Textstelle, die sich für heutige Hörer ebenfalls nicht unmittelbar erschließt, ist die Wendung „Morgen früh, wenn Gott will, wirst du wieder geweckt“. Nicht wenige Hörer, besonders Kinder, haben die Assoziation, dass das Aufwachen am folgenden Morgen diesem Text zufolge von einer Willkürentscheidung Gottes abhängen könnte. Tatsächlich bringt diese Formulierung einfach eine Demutshaltung der Tatsache gegenüber zum Ausdruck, dass die Zukunft in Gottes Hand liegt. Sie ist in der früher verbreiteten Wendung sub conditione Jacobi formuliert: „So Gott will und wir leben“ (nach Jak 4,15 ; vgl. auch das arabische In schā'a llāh).

### Die ergänzte Strophe
Die zweite Strophe stammt von dem Philologen und Volksliedsammler Georg Scherer (1824–1909), der das Lied in seine 1849 erschienene Sammlung Alte und neue Kinderlieder aufnahm. Durch diese Textergänzung erhielt das Lied einen „deutlich weihnachtlichen Charakter“. Scherers Fassung der zweiten Strophe weicht von der heute geläufigen Fassung ab:
Guten Abend, gute Nacht,

Von Englein bewacht!

Die zeigen im Traum

Dir den Christkindleinsbaum

Droben im Paradies –

Schlaf’ nun selig und süß!

## DasWiegenliedvon Johannes Brahms

### Entstehung und biographischer Hintergrund

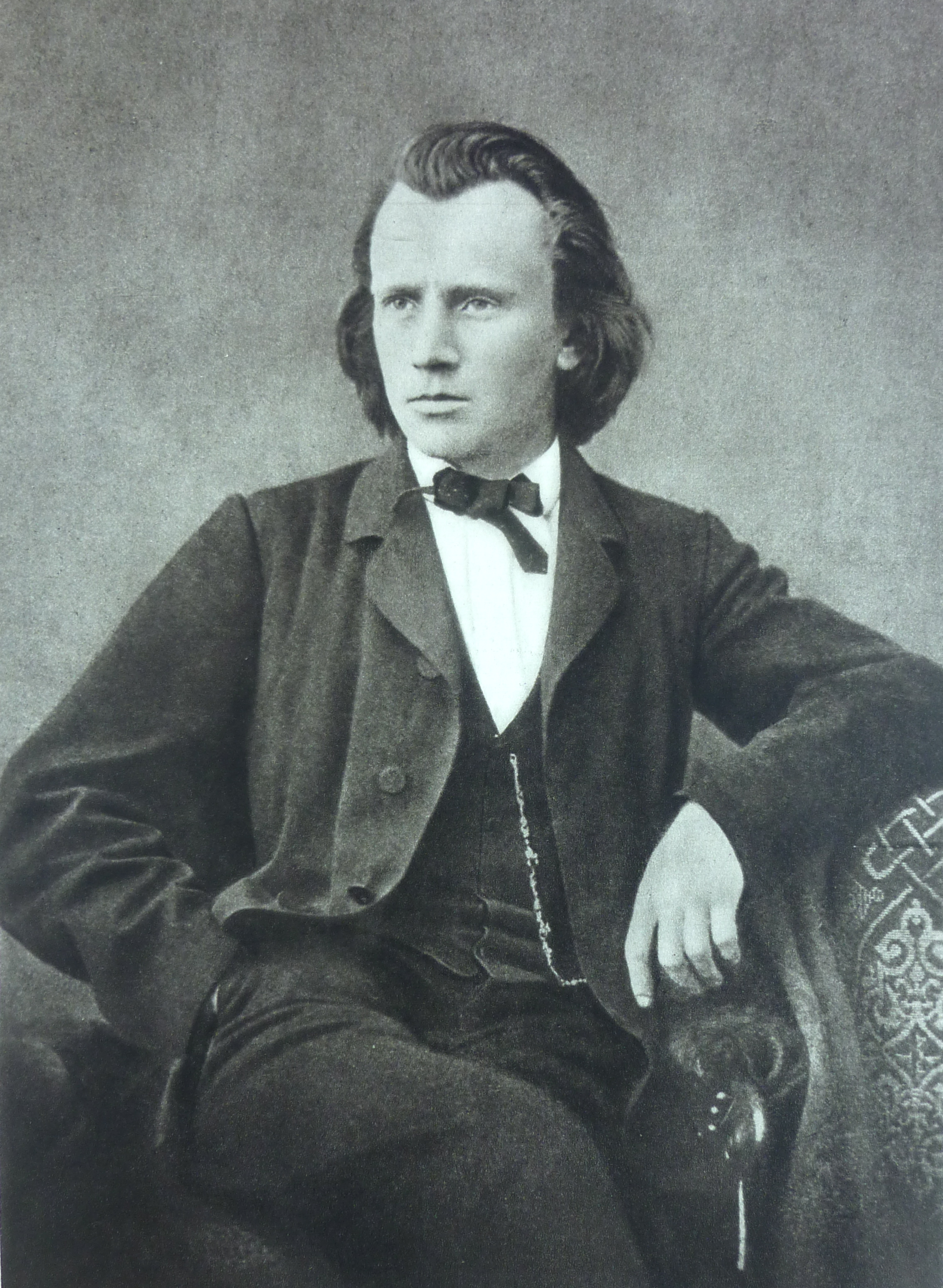
Johannes Brahms (um 1866)

Johannes Brahms komponierte sein Wiegenlied im Juli 1868 in Bonn und widmete es Bertha Faber, geb. Porubszky, anlässlich der Geburt ihres zweiten Sohnes „zu allzeit fröhlichem Gebrauch“. Brahms hatte die aus Wien stammende Bertha Porubszky 1859 kennengelernt, als diese als Siebzehnjährige während eines Aufenthaltes in Hamburg Mitglied in dem von ihm geleiteten Frauenchor geworden war. Bei dieser Gelegenheit hatte sie Brahms mehrere Lieder aus ihrer österreichischen Heimat vorgesungen, darunter eines, das Brahms wohl besonders im Gedächtnis geblieben ist: den Ländler ’s is anderscht aus dem 1844 erschienenen 2. Heft der Sammlung Gebirgs-Bleamln des Heimatdichters Alexander Baumann.
Obwohl einige erhaltene Briefe zwischen Brahms und Bertha Porubszky ein freundschaftliches Verhältnis andeuten, ist die genaue Art der Beziehung dokumentarisch nicht mehr zu klären und führte zu einigen Spekulationen. Franz Grasberger meinte etwa, Bertha Porubszky habe sich Hoffnungen gemacht, doch Brahms habe Bindungen jeder Art gescheut. Demgegenüber glaubte Hans Joachim Moser, Fräulein Bertha habe Brahms mit just jenem erwähnten Lied, in dem es darum geht, dass der Versuch Liebe zu erzwingen zu Widerstand führt, einen Korb gegeben. Wie dem auch sei, Brahms und Bertha Porubszky kamen nicht als Paar zusammen, blieben sich aber weiterhin freundschaftlich verbunden.
Im Begleitschreiben vom 15. Juli 1868 an das Ehepaar Faber beschreibt Brahms, wie er sich die häusliche Situation des Wiegenlied-Singens vorstellt:

„Frau Bertha wird nun gleich sehen, dass ich das Wiegenlied gestern ganz bloß für ihren Kleinen gemacht habe; sie wird es auch, wie ich, ganz in Ordnung finden, dass, während sie den Hans in Schlaf singt, der Mann sie ansingt und ein Liebeslied murmelt.“

### Die Beziehung zur Volksliedvorlage
Bei der Melodie handelt es sich vermutlich um eine Volksweise, denn sie wurde 1891 auch von dem Volksliedsammler Hans Neckheim (1844–1930) mit geringen Änderungen und auf einen anderen Text (Du werst ja, du werst ja mei Dirndle nit liabn) aufgezeichnet.
In der Klavierbegleitung seines Wiegenlieds zitiert Brahms den Ländler anfangs fast notengetreu. Ab Takt 11 löst er sich von der Melodie der Vorlage, behält aber den harmonischen Verlauf bei. Darüber liegt als Kontrapunkt die von Brahms selbst erdachte Melodiestimme.

### Textgrundlage und Editionsgeschichte
Das Wiegenlied erschien noch im Jahr 1868 als Nr. 4 von Brahms’ Sammlung Fünf Lieder für eine Stimme op. 49 im Druck. In der ersten Auflage umfasste es nur die erste Strophe. Als Textvorlage diente Brahms der Abdruck im Deutschen Kinderbuch (1848), das von Karl Simrock, einem Onkel von Brahms’ Verleger, herausgegeben worden war. Da der Text dort ohne Quellenhinweis abgedruckt war, erkannte Brahms zunächst nicht, dass das Gedicht auch schon in Des Knaben Wunderhorn enthalten ist, obwohl sich auch dieses Buch in seinem Besitz befand. Die Erstausgabe erschien folgerichtig mit dem Quellenhinweis „aus Simrock’s Kinderbuch“ auf der Titelseite.
Erst später wurde Brahms von einem Freund auf eine zweite Strophe aufmerksam gemacht, offenbar die von Georg Scherer gedichtete, deren Quelle er allerdings zunächst nicht kannte. Im April 1870 schrieb er an seinen Verleger Fritz Simrock:

„Mir tut leid, daß Sie das Wiegenlied schon einzeln herausgegeben haben. Ein Freund teilte mir kürzlich einen zweiten Vers dazu mit. Könnte dieser nicht gelegentlich untergelegt werden?“

Da sich Scherers Text allerdings nicht gut an die Melodie anpasste, verzögerte sich die Ergänzung um die zweite Strophe zunächst. Auch Hermann Levi, den Brahms in dieser Frage brieflich um Rat bat, konnte offenbar nicht weiterhelfen. In einem Widmungsblatt für Clara Schumann vom 12. September 1872 ist der Strophentext nur teilweise unterlegt. Erst Ende 1873 fand Brahms eine Lösung, die Strophe in den letzten beiden Versen zu modifizieren, mit der er sich zufriedengab. In dieser Weise zum Strophenlied ausgeweitet, erschien das Lied ab 1874.
1892 bat Brahms Simrock darum, die Quellenangaben des Liedtextes korrigieren zu lassen:

„Könnten Sie wohl bei unserm berühmten Wiegenlied nachträglich mit kleiner Schrift anbringen lassen, nach dem ersten Verse: Aus des Knaben Wunderhorn, und nach dem zweiten: von Georg Scherer. Gar hübsch wäre es, wenn Sie ein solches Exemplar dann an Prof. G. Sch. München, Barerstraße 49, schicken möchten.“

Anlass war, dass Georg Scherer sich an Brahms gewandt und sich ihm als tatsächlicher Autor der zweiten Strophe vorgestellt hatte. Auch, dass das Wunderhorn die Quelle der ersten Strophe ist, dürfte Brahms bei dieser Gelegenheit erfahren haben.

„Scherer schrieb mir ausführlichst über das Wiegenlied, und daß der zweite Vers sich zuerst in seinem Kinderbuch fände und von ihm sei. Ihr Onkel hat ihn auch vermutlich daraus abgeschrieben, jedoch nicht für wichtig und nötig gehalten, den Verfasser zu nennen, mit allem Recht, und um so mehr, als der erste Vers ja auch keine Quelle nennt. Aber ich finde es wohlanständig, wenn wir dem Dichter den gewünschten Spaß machen […]“

### Musikalische Analyse
Die Melodie des Pianissimo-Lieds ist volksliedhaft schlicht gehalten. Dennoch zeigen bestimmte Stellen, dass das Werk als Kunstlied eigentlich für die Aufführung durch eine ausgebildete Stimme gedacht ist, so etwa beim Oktavsprung, der inhaltlich auch als „Weckruf“ gedeutet werden kann.
Geprägt ist das Lied von dem rhythmischen Kontrast zwischen der Melodiestimme und der synkopierten Oberstimme der Klavierbegleitung, in dem manche Interpreten das sanfte Schaukeln der Wiege zu erkennen glauben. Letztlich war es aber die Kompositionsmethode, die Ländlermelodie kunstvoll in die Begleitung einzuweben, die zu diesem Effekt führte.
Als Fundament unter den verwobenen Stimmen liegt in der linken Hand der Klavierbegleitung eine Folge einfach gebrochener Akkorde mit dem orgelpunktartig wiederholten Grundton Es, was dem Lied eine leicht psychedelische, hypnotisch-einschläfernde Stimmung verleiht.

### Rezeption
Öffentlich aufgeführt wurde das Lied erstmals am 22. Dezember 1869 in Wien durch Marie Louise Dustmann-Meyer (Gesang) und Clara Schumann (Klavier).
Das Lied wird in der Literatur ausnahmslos positiv besprochen. Ludwig Misch nennt es „das schönste aller Wiegenlieder“. Mehrere Autoren rühmen die meisterhafte Verbindung von Kunst- und Volkslied.
Die Pianistin Elly Ney pflegte ihre Konzerte mit dem Wiegenlied zu beenden und so dem Publikum zu signalisieren, dass keine weitere Zugabe mehr folgen würde.
Ungezählt sind die Verwendungen des Wiegenlieds in Spieluhren, die wohl zahllosen Kleinkindern weltweit zu einer ihrer ersten musikalischen Erfahrungen verhalfen.
Das Wiegenlied lässt sich heute in den Soundtracks zu über 60 Filmen nachweisen.

### Bearbeitungen
Das Wiegenlied erfuhr unzählige vokale und instrumentale Bearbeitungen. Noch zu Brahms’ Lebzeiten erschienen Fassungen für Klavier zu zwei, vier und sechs Händen, zwei Fantasien und eine Salon-Fantasie für Klavier, sowie Arrangements für Klavier mit Violine, Flöte oder Cello, für Harfe, Singstimme mit Zitherbegleitung, Männerchor und für Orchester. Dies veranlasste Brahms 1877 zu der sarkastischen Äußerung Simrock gegenüber: „Wie wär’s, wenn Sie vom Wiegenlied auch Ausgaben in Moll machten, für unartige oder kränkelnde Kinder? Das wäre noch eine Möglichkeit, die Zahl der Ausgaben zu vermehren!“ – Brahms selbst zitiert eine Moll-Variante der Wiegenlied-Melodie im Seitenthema des ersten Satzes seiner 2. Sinfonie.
Hervorzuheben ist die Bearbeitung des Pianisten und Komponisten Percy Grainger für Klavier solo als Teil der Free settings on favourite melodies aus dem Jahr 1922. Rudolf Mauersberger schuf einen Satz für gemischten Chor a cappella RMWV 399 sowie einen für Solostimme und Chor RMWV 425.

## Weitere Vertonungen
Georg Scherer veröffentlichte das Lied 1849 mit einer offenbar von ihm selbst komponierten Melodiefassung. Dies ist, soweit bekannt, der früheste Versuch einer Vertonung des Gedichts. Der Abdruck in Scherers eigener Kinderliedersammlung blieb allerdings die einzige Veröffentlichung dieser Melodie, die somit weit hinter der Verbreitung und Popularität von Brahms’ späterer Fassung zurückblieb.
Carl Graf Nostitz veröffentlichte 1886 eine Vertonung der ersten Strophe als Teil seiner Fünfzig Lieder.
Charles Ives schuf 1900 eine eigene Vertonung des Wiegenlieds, die wie bei Brahms zwei Strophen umfasst.